# جوان بنسون
جوان بنسون (بالإنجليزية: Joan Benson)‏ هي مُدرسة وعازفة موسيقية أمريكية، ولدت في 9 أكتوبر 1925 في سانت بول في الولايات المتحدة.

## وصلات خارجية
- الموقع الرسمي